# Expert (winkelketen)
Expert International GmbH is een winkelketen in consumentenelektronica uit Zwitserland. Het internationale hoofdkantoor bevindt zich in Zug.

## Geschiedenis
Het bedrijf begon als Intercop GmbH op 16 oktober 1967. Op 30 maart 1971 werd het bedrijf hernoemd tot Expert International GmbH.
De eerste Expertwinkels waren te vinden in Nederland, Zweden, Finland, Noorwegen, Denemarken, Zwitserland en Duitsland. Met Expert ontstond een grote internationale keten van samenwerkende, zelfstandige ondernemers.
Tegenwoordig zijn er ongeveer 8000 Expertwinkels te vinden in 22 verschillende landen, waarvan circa 140 in Nederland.